# Leonardo Fibonacci

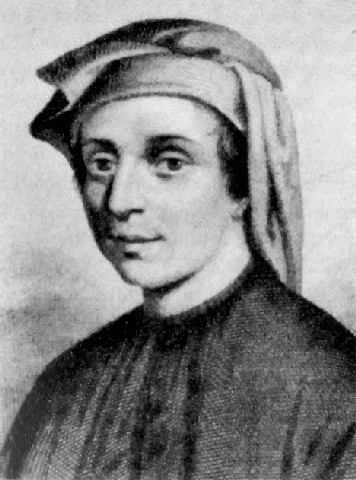
Leonardo Fibonacci nach einer Abbildung aus dem 19. Jahrhundert

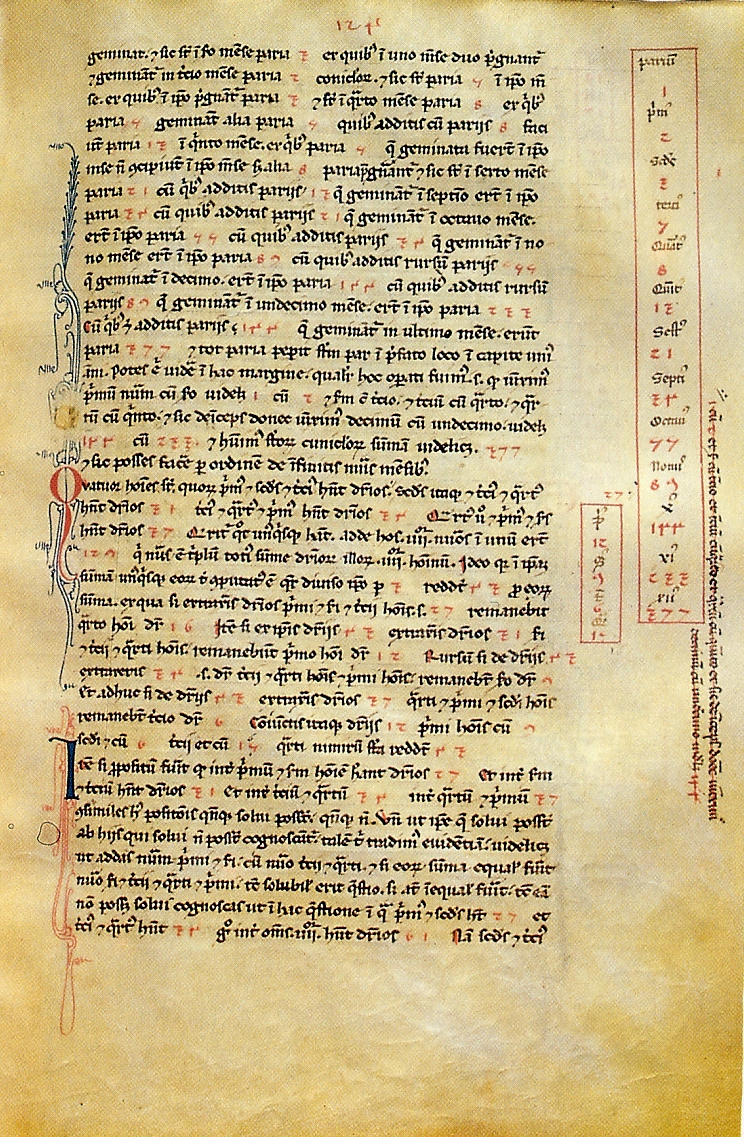
Liber abbaci, MS Biblioteca Nazionale di Firenze, Codice Magliabechiano cs cI 2616, fol. 124r: Berechnung der „Kaninchenaufgabe“ mit Fibonacci-Folge

Leonardo da Pisa, auch Fibonacci (Italienisch: [fiboˈnattʃi]) genannt (* um 1170 in Pisa; † nach 1240 ebenda), war Rechenmeister in Pisa und gilt als einer der bedeutendsten Mathematiker des Mittelalters. 
Auf seinen Reisen nach Nordafrika, Byzanz und Syrien machte er sich mit der arabischen Mathematik vertraut und verfasste mit den dabei gewonnenen Erkenntnissen das Rechenbuch Liber ab(b)aci im Jahre 1202 (Überarbeitung der Liber ab(b)aci 1228). Bekannt ist daraus heute vor allem die nach ihm benannte Fibonacci-Folge, die im Zusammenhang mit dem Goldenen Schnitt steht.

## Namensherkunft
Leonardo wird in den Handschriften als Leonardus Pisanus, Leonardus filius Bonacij, Leonardus Pisanus de filiis Bonaccij und Leonardus Bigollus bezeichnet. Bonaccio (von lat. bonatius „gütig, günstig, angenehm“) war der Großvatername, den Leonardos Vater Guglielmo wie auch dessen Brüder Alberto und Matteo als Patronym führten und der sich in Leonardos eigener Generation bereits zum Familiennamen verstetigt hatte. Aus filius Bonacii bzw. figlio di Bonaccio („Sohn des Bonaccio“) wurde im Italienischen dann durch Kontraktion die in Leonardos eigener Zeit noch nicht bezeugte Zunamensform Fibonacci, unter der Leonardo vor allem wegen der seit Édouard Lucas nach ihm benannten Fibonacci-Folge heute noch am besten bekannt ist. Der Beiname Bigollus, jeweils nur im Genitiv in der Form Leonardi Bigolli belegt und wohl darum in der Literatur zuweilen irrtümlich als Patronym Leonardo Bigolli wiedergegeben, ist in seiner Deutung nicht sicher, wird aber meist im Sinne von „der Weitgereiste“ interpretiert.

## Leben und Schriften
Über die Biographie Leonardos ist nur wenig bekannt, die meisten Angaben gehen zurück auf den Widmungsprolog seines Rechenbuchs Liber abbaci und auf ein Dokument der Kommune von Siena.
Leonardo wurde in der zweiten Hälfte des 12. Jahrhunderts als einer von mindestens zwei Söhnen des Guglielmo Bonacci in Pisa geboren, wo sich die Familie bis auf den Urgroßvater Leonardos, einen Anfang des 12. Jahrhunderts gestorbenen Bonito, zurückverfolgen lässt. Als der Vater von der Stadt als Notar in die Niederlassung der Pisaner Kaufmannschaft im algerischen Bougie, dem heutigen Bejaia, entsandt wurde – wofür man als Datum um 1192 annimmt –, ließ er auch Leonardo zu sich kommen, um ihn dort im Rechnen unterrichten zu lassen. Leonardo lernte dort das Rechnen mit den novem figurae indorum („neun Ziffern der Inder“), unseren heutigen (indo-arabischen) Ziffern, die den arabischen Mathematikern in Bagdad seit der zweiten Hälfte des 8. Jahrhunderts aus Indien bekannt geworden waren und im 12. Jahrhundert von Spanien (Toledo) aus durch lateinische Übersetzungen aus den arabischen Schriften des Al-Chwarizmi auch im Westen allmählich verbreitet wurden.
Leonardo war in den neunziger Jahren des 12. Jahrhunderts folglich nicht der erste Lateiner, der das Rechnen mit den neuen Ziffern erlernte, aber er erwarb in Bougie offenbar mathematische Grundlagen, die er höher schätzte als alles, was er bei weiteren Studien an Handelsorten „in Ägypten, Syrien, Griechenland, Sizilien und Südfrankreich“ noch erlernte. Als von ihm vergleichsweise gering, „gleichsam als Irrtum“ eingeschätzte Methoden nennt er besonders den „Algorismus“, worunter das elementare Ziffernrechnen nach Al-Chwarizmi verstanden wurde, von dem sich Leonardos eigene Mathematik eigentlich nur durch die anspruchsvollere Anwendung der Verfahren unterschied, sowie eine von ihm als „Bögen des Pythagoras“ umschriebene Methode: gemeint ist das abazistische Rechnen auf dem im 10. bis 12. Jahrhundert gebräuchlich gewesenen, zu Leonardos Zeit wieder weitgehend außer Gebrauch gekommenen Gerbertschen Abakus, der als Erfindung des Pythagoras galt und auf dem im Unterschied zu den späteren mittelalterlichen Rechenbrettern mit bezifferten Rechensteinen (beziffert mit arabischen Ghubar-Ziffern 1–9) gerechnet wurde.
Seine Reisen scheinen ihn gegen Ende des 12. Jahrhunderts auch nach Konstantinopel geführt zu haben, da er von einer der Aufgaben in seinem Liber abbaci angibt, dass sie ihm in Konstantinopel von einem dorther stammenden, hochgelehrten Meister namens „Muscus“ (a peritissimo magistro musco constantinopolitano, ed. Boncompagni, vol. I, S. 249) vorgelegt worden sei. Ein Mathematiker dieses Namens, vermutlich Μόσκος, ist anderweitig nicht bekannt.
Nachdem Leonardo, wie er im Widmungsprolog ausführt, seine Kenntnisse weiter vertieft hatte, teils durch eigene Beobachtungen und teils durch Studium der Geometrie Euklids, legte er schließlich die „summa“ seiner mathematischen Kenntnisse in seinem Hauptwerk, dem Liber abbaci nieder. Der Titel ist am besten mit „Buch der Rechenkunst“ zu übersetzen, da die ursprüngliche, an das Rechenbrett gebundene Bedeutung von ab(b)acus sich in Italien erweitert hatte und zu Leonardos Zeit die allgemeine Bedeutung „Rechenkunst“ angenommen hatte. Die erste, heute nicht mehr erhaltene Fassung dieses Werks soll bereits 1202 (oder 1201) entstanden sein, allerdings ist dieses Datum nur aus dem Kolophon einer Handschrift der zweiten, einzigen erhaltenen Fassung bekannt. Zudem besteht bei den expliziten Datierungen von Leonardos Schriften generell die Schwierigkeit, dass das Jahr nach dem mos pisanus am 25. März des – aus Sicht gewöhnlicher Jahreszählung – vorausgegangenen Jahres begann, so dass von solchen Jahresangaben ein Jahr abzuziehen ist, sofern die Datierung nicht im letzten Jahresviertel (von Januar bis 24. März) erfolgte.
Von Leonardo sind noch einige weitere Werke erhalten: eine Practica geometriae von 1220 (1219), gewidmet einem Freund und Lehrer Dominicus, die im 15. Jahrhundert von Cristoforo Gherardo di Dino auch ins Italienische übertragen wurde; ein Liber quadratorum von 1225 (1224?), der Friedrich II. gewidmet ist und erwähnt, dass dieser bereits ein Buch Leonardos gelesen habe, was man auf den Liber abbaci zu beziehen pflegt; ferner eine nicht datierte Schrift Flos super solutionibus quarumdam questionum ad numerum et ad geometriam uel ad utrumque pertinentium, welche dem Kardinal Raniero Capocci von Viterbo gewidmet ist und Fragen behandelt, die Leonardo im Beisein Friedrichs II. von einem Magister Johannes aus Palermo vorgelegt worden sein sollen; und schließlich ein Brief an einen Magister Theodorus. Aus Leonardos Schriften geht hervor, dass er auch noch zwei weitere, heute nicht mehr erhaltene Schriften verfasste, ein kürzeres Rechenbuch und einen Kommentar zum zehnten Buch der Elemente Euklids.
Die zweite Fassung des Liber abbaci entstand dem Widmungsprolog zufolge für Michael Scotus († um 1236), nachdem dieser von Leonardo eine Abschrift des Werkes erbeten und Leonardo aus diesem Anlass einige Ergänzungen und Kürzungen vorgenommen hatte. Da Michael Scotus ab Herbst 1227 am Hof Friedrichs II. bezeugt ist, hat man 1227 auch als Entstehungsdatum für die erhaltene zweite Fassung des Liber abbaci angenommen, tatsächlich kann sie aber auch früher oder später entstanden sein, jedoch nicht vor 1220 (1219?), da sie bereits auf die Practica geometriae verweist.
Die letzte Erwähnung Leonardos findet sich in einem Dekret der Kommune von Pisa, das ihn als geachteten Magister Leonardus Bigollus für seine Verdienste als Steuerschätzer und Rechenmeister der Stadt würdigt und ihm für künftige Dienste dieser Art ein Jahresgehalt von zwanzig Pfund Pfennigen zuzüglich der bei solchen Beamten üblichen Naturalien gewährt. Der Herausgeber Bonaini hatte das im Text nicht datierte Dokument auf 1241 datiert, allerdings ohne Angabe von Gründen. Falls die Datierung zutrifft, starb Leonardo nicht vor 1241 (wegen der Divergenz des mos pisanus in der Forschung manchmal auch „nicht vor 1240“ angegeben), so dass er, wenn man das Geburtsjahr um 1180 ansetzt, ein für die Zeit nicht unbeachtliches Alter von mindestens sechzig Jahren erreicht hätte und auch in diesem Alter von der Kommune noch für weitere Dienste vorgesehen gewesen wäre.

## Der Inhalt desLiber abbaci
Der Liber abbaci legt den Schwerpunkt ausdrücklich mehr auf die Theorie als die Praxis (magis ad theoricam spectat quam ad practicam) und geht tatsächlich in seinen Ansprüchen weit über alles hinaus, was dem lateinischen Mittelalter bis dahin bekannt geworden war oder bis zum 16. Jahrhundert noch bekannt wurde. Die Besonderheit liegt dabei nicht so sehr in der Schwierigkeit der Aufgaben, sondern in der mathematischen Intelligenz des Autors, seiner Durchdringung der Materie und dem besonderen Wert, den er darauf legt, Lösungen und Regeln nicht nur vorzuführen, sondern auch mathematisch zu beweisen. Der Liber abbaci ist in 15 capitula unterteilt:
1. De cognitione nouem figurarum yndorum, et qualiter cum eis omnis numerus scribatur; et qui numeri, et qualiter retineri debeant in manibus, et de introductionibus abbaci: Von der Kenntnis der neun Zahlzeichen der Inder, und wie mit ihnen jegliche Zahl geschrieben wird; und wie die Zahlen mit den Händen gemerkt werden sollen, und von der Einführung der Rechenkunst.
2. De multiplicatione integrorum numerorum: Von der Multiplikation natürlicher Zahlen.
3. De additione ipsorum ad invicem: Von der Addition derselben miteinander.
4. De extractione minorum numerorum ex maioribus: Von der Subtraktion kleinerer Zahlen von größeren.
5. De divisione integrarum (sic) numerorum per integros: Von der Teilung natürlicher Zahlen durch natürliche Zahlen.
6. De multiplicatione integrarum (sic) numerorum cum ruptis atque ruptorum sine sanis: Von der Multiplikation natürlicher Zahlen mit Brüchen und der Multiplikation von Brüchen ohne Ganze.
7. De additione ac extractione et divisione numerorum integrarum cum ruptis atque partium numerorum in singulis partibus reductione: Von der Addition und Subtraktion und Division natürlicher Zahlen mit Brüchen und der Zerlegung von Brüchen in Stammbrüche.
8. De emptione et venditione rerum venalium et similium: Vom Kauf und Verkauf von Waren und ähnlicher Dinge. – Behandelt Dreisatz, Umrechnung von Währungen, Tuch- und andere Maße sowie Gewichte.
9. De baractis rerum venalium et de emptione bolsonalie, et quibusdam regulis similibus: Vom Tauschhandel mit Waren und dem Kauf von Bolsonalien (Münzen, deren Wert sich nach ihrem Silberanteil richtet), und einigen ähnlichen Regeln.
10. De societatibus factis inter consocios: Von den Gesellschaften unter Gesellschaftern. – Behandelt werden zunächst Rechenaufgaben zu Viehfutter, Baumschlag und Nahrung, dann dem Titel gemäß die Gewinnaufteilung unter Gesellschaftern nach ihrem Anteil am eingesetzten Kapital.
11. De consolamine monetarum atque eorum regulis, que ad consolamen pertinent: Von der Legierung des Geldes und den Regeln, die die Legierung betreffen. – Es geht speziell darum, aus Kupfer-Silber-Legierungen mit bekanntem Silberanteil eine neue Legierung mit vorgegebenem Silberanteil herzustellen.
12. De solutionibus multarum positarum questionum quas erraticas appellamus: Von den Lösungen vieler Fragen, die wir als erratische bezeichnen. – Das umfangreichste Kapitel, das etwa ein Drittel des Gesamtwerks einnimmt, ist seinerseits in neun Unterkapitel eingeteilt:
  1. De collectionibus numerorum, et quarundam aliarum similium questionum: Von den Sammlungen der Zahlen und einigen ähnlichen Fragen. – Behandelt wird die Summierung arithmetischer Reihen.
  2. De proportionibus numerorum: Von Zahlenproportionen. – Behandelt Systeme von linearen Gleichungen.
  3. De questionibus arborum, atque aliarum similium, quarum solutiones fiunt: Von Aufgaben mit Bäumen, und anderen ähnlichen Aufgaben, deren Lösungen sie (d. h. die Proportionen) bieten. – Anwendung der im vorigen Unterkapitel besprochenen Regeln.
  4. De inventione bursarum: Von der Findung von Geldbörsen. – Fortsetzung des Themas mit Rechenaufgaben, die sich um gefundene Geldbörsen drehen.
  5. De emptione equorum inter consocios, secundum datam proportionem: Vom Kauf von Pferden unter Gesellschaftern, gemäß einer gegebenen Proportion.
  6. De viagiis, atque equorum questionum, que habent similitudinem viagiorum questionibus: Von Reisen und Aufgaben mit Pferden, die den Aufgaben mit Reisen ähneln. – Behandelt u. a. Zinsaufgaben.
  7. De reliquis erraticis, que ad invicem in eorum regulis variantur: Von den übrigen erratischen Aufgaben, die sich untereinander in ihren Lösungswegen unterscheiden. – Enthält u. a. die berühmte Kaninchenaufgabe, die Leonardo eher kurz und beiläufig behandelt, und die in seinen Schriften offenbar auch der einzige Anwendungsfall der Fibonacci-Folge ist.
  8. De quibusdam divinationibus: Von einigen Rateaufgaben. – Aufgaben zu Resteproblemen, bei denen z. B. eine Zahl anhand der Reste ihrer Teilung durch mehrere andere Zahlen zu erraten ist.
  9. De Duplicatione scacherii, et quibusdam aliis questionibus: Von der Verdoppelung auf dem Schachbrett, und einigen anderen Aufgaben. – Aufgaben rund um die Zahl (2^64)-1
13. De regula elcataym qualiter per ipsam fere omnes erratice questiones solvantur: Von der Regel „al-hata‘ain“, wie durch diese fast alle falschen Aufgaben gelöst werden können. – Behandelt die Regel vom zweifachen falschen Ansatz (regula duarum falsarum posicionum), heute auch regula falsi oder „lineares Eingabeln“ genannt, die bei linearen Problemen aus zwei falschen Lösungen die richtige berechnet.
14. De reperiendis radicibus quadratis et cubitis ex multiplicatione et divisione seu extractione earum inter se, et de tractatu binomiorum et recisorum et eorum radicum: Vom Auffinden von Quadrat- und Kubikwurzeln durch deren Multiplikation und Division oder Subtraktion untereinander, und von Binomen und Differenzen und deren Wurzeln.
15. De regulis proportionibus geometrie pertinentibus: de questionibus aliebre almuchabale: Von den Regeln, die die Proportionen der Geometrie betreffen: von den Aufgaben der Algebra und Almuchabala. – Zu quadratischen Gleichungen.

## Biographische Zeugnisse
Aus dem Widmungsprolog des Liber abbaci, ed. B. Boncompagni, vol. I, Rom 1857, S. 1:

„Cvm genitor meus a patria publicus scriba in duana bugee pro pisanis mercatoribus ad eam confluentibus constitutus preesset, me in pueritia mea ad se uenire faciens, inspecta utilitate et commoditate futura, ibi me studio abbaci per aliquot dies stare uoluit et doceri. Vbi ex mirabili magisterio in arte[m] per nouem figuras indorum introductus, scientia artis in tantum mihi pre ceteris placuit, et intellexi ad illam, quod quicquid studebatur ex ea apud egyptum, syriam, graeciam, siciliam et prouinciam cum suis uariis modis, ad que loca negotiationis tam postea peragraui per multum studium et disputationis didici conflictum. Sed hoc totum etiam et algorismum atque arcus pictagore quasi errorem computaui respectu modi indorum.“

„Als mein Erzeuger von der Vaterstadt in die Handelsniederlassung von Bougie um der dort zusammenkommenden Pisaner Kaufleute willen als öffentlicher Notar abgeordnet worden war, ließ er mich in meinen Knabenjahren zu sich kommen. In Anbetracht des künftigen Nutzens und Vorteils wollte er, dass ich dort in der Schule des Rechnens für einige Tage verweile und unterrichtet werde. Wo ich dann aus bewunderungswürdiger Meisterschaft in die Kunst mit den neun Zahlzeichen der Inder eingeführt wurde, und so sehr gefiel mir die Wissenschaft dieser Kunst mehr als alle anderen und war ich um Einsicht in sie bemüht, dass ich was immer von ihr mit ihren verschiedenen Arten in Ägypten, Syrien, Griechenland, Sizilien und Südfrankreich zu lernen ist, auf späteren Reisen zu diesen Handelsorten mit großem Aufwand an Studium und Disputationen mir aneignete. Doch alles dies und ebenso den Algorismus und die Bögen des Pythagoras hielt ich gleichsam für einen Irrtum im Vergleich zur Rechenart der Inder.“

Aus dem Constitutum usus pisanae civitatis, Zitat und Übersetzung nach H. Lüneburg: Leonardo Pisanos Liber abbaci. In: Der Mathematik-Unterricht 42,3 (1996), S. 31–42, S. 31:

„Considerantes nostre civitatis et civium honorem atque profectum, qui eis tam per doctrinam quam per sedula obsequia discreti et sapientis viri magistri Leonardi Bigolli, in abbacandis estimationibus et rationibus civitatis eiusque officialium, et aliis quoties expedit, conferunter; ut eidem Leonardo, merito, dilectionis et gratie, atque scientie sue prerogativa, in recompensatione laboris sui, quem substinet in audiendis et consolidandis estimationibus et rationibus supradictis, a communi et camerariis publicis de communi et pro communi mercede sive salario suo, annis singulis, libre xx denariorum et amisceria consueta dari debeant; ipseque Pisano communi et eius officialibus in abbacatione de cetero, more solito, servat; presenti constitutione firmamus (…).“

„In Anbetracht unserer Stadt und der Bürger Ehre und Vorteil, der ihnen wie oft schon bei Bedarf zustattenkommt sowohl durch die Gelehrsamkeit als auch durch die emsigen Dienste des ausgezeichneten und klugen Mannes und Lehrers Leonardo Bigollo, die im Berechnen von (Steuer-)Schätzungen und Rechnungen für die Stadt und ihre Amtsträger und anderem bestehen, setzen wir durch vorliegende Konstitution fest, dass ebendiesem Leonardo aus Wertschätzung und Gunst, aufgrund des Verdienstes und aufgrund des Vorrangs seiner Kenntnis zum Ausgleich für seine Arbeit, die er ausführt durch Prüfung und Feststellung oben genannter Schätzungen und Rechnungen, von der Gemeinde und ihren Kämmerern – von der Gemeinde berufen und für die Gemeinde handelnd – als Lohn bzw. sein Gehalt jährlich XX Pfund Pfennige und die üblichen Naturralleistungen gegeben werden müssen und dass er der Gemeinde von Pisa und ihren Amtsträgern fortan wie gewohnt durch Ausführung von Rechnungen dient.“

## Zur Statue Leonardos

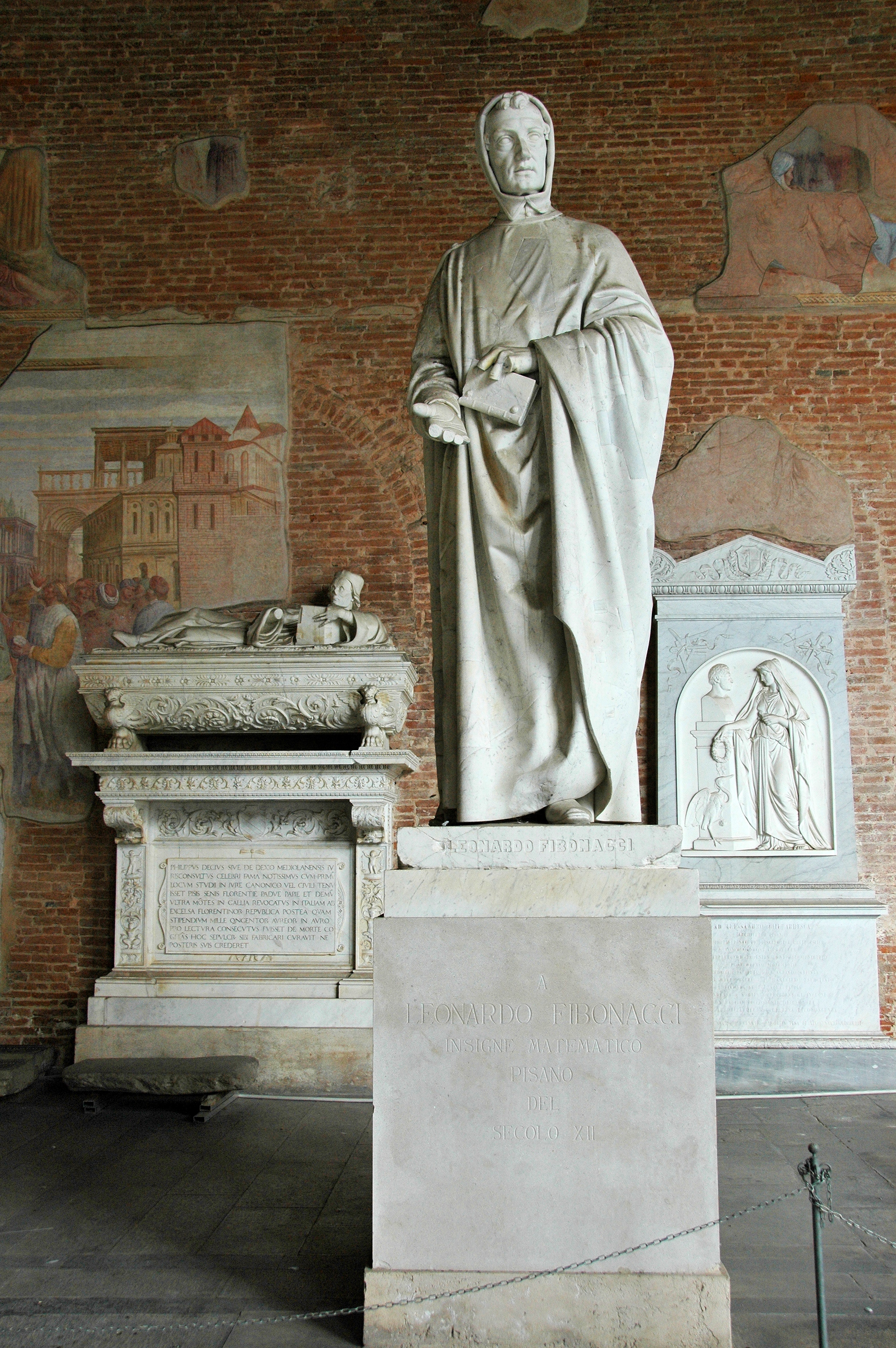
Statue Leonardos, Camposanto di Pisa, 1863

In Pisa befindet sich im Kreuzgang des historischen Friedhofes Camposanto eine Statue Leonardos, welche die Inschrift: A Leonardo Fibonacci Insigne Matematico Pisano del Secolo XII trägt. Als Porträt ist die Darstellung ein Produkt künstlerischer Phantasie, da aus Leonardos eigener Zeit keine Abbildungen und keine Überlieferung über dessen Aussehen existieren.
Die Statue geht zurück auf die Initiative von zwei Mitgliedern der provisorischen Regierung des ehemaligen Großherzogtums Toskana, Bettino Ricasoli und Cosimo Ridolfi, die am 23. September 1859 ein Dekret zur Finanzierung der Statue herbeiführten. Beauftragt wurde der Florentiner Bildhauer Giovanni Paganucci, der das Werk 1863 vollendete. Die Statue wurde in Pisa auf dem Campo Santo aufgestellt, wo Grabmonumente Pisaner Bürger zusammen mit antiken Sarkophagen und neu hinzugefügten Kunstwerken seit dem Mittelalter ein einzigartiges Grab- und Gedenkensemble bilden.
Zur Zeit des Faschismus entschieden die Behörden in Pisa, die Statue Leonardos 1926 ebenso wie zwei Statuen anderer namhafter Bürger Pisas aus der sakralen Abgeschiedenheit des Campo Santo heraus an öffentlich besser sichtbare Standorte zu versetzen. Die Statue Leonardos wurde am südlichen Ende des Ponte di Mezzo aufgestellt. Während des Zweiten Weltkrieges wurde 1944 bei den Kämpfen um Pisa die Brücke zerstört und auch die Statue beschädigt, die zunächst an ihrem Standort verblieb, dann in einem Lager verwahrt wurde und zeitweise in Vergessenheit geriet. In den 1950er Jahren wurde sie wiederentdeckt, notdürftig restauriert und im Park Giardino Scotto am östlichen Eingang der Altstadt aufgestellt. Erst in den 1990er Jahren entschloss sich die pisanische Stadtverwaltung, die Statue zu restaurieren und sie wieder an ihrem ursprünglichen Platz im Campo Santo aufstellen zu lassen.

## Trivia
Der Asteroid (6765) Fibonacci wurde nach ihm benannt.

## Ausgaben
- Baldassare Boncompagni, Tre scritti inediti di Leonardo Pisano pubblicati da Baldassare Boncompagni secondo la lezione di un codice della Biblioteca Ambrosiana di Milano, Florenz: Tipografia Galileiana di M. Cellini e C., 1854 (Digitalisat bei Google Books), 2. Ausgabe: Opuscoli di Leonardo Pisano pubblicati da Baldassare Boncompagni secondo la lezione di un codice della Biblioteca Ambrosiana di Milano, Seconda edizione, Florenz: Tipografia Galileiana di M. Cellini e C., 1856 (Digitalisat bei Google Books; Digitalisat im Göttinger Digitalisierungszentrum)
- Baldassare Boncompagni, Scritti di Leonardo Pisano matematico del secolo decimoterzo, Roma: Tipografia delle scienze matematiche e fisiche; vol. I: Il liber abbaci pubblicato secondo la lezione del codice Magliabechiano C. I, 2616, Badia Fiorentina, no. 73 (1857); vol. II: Practica Geometriae et Opuscoli (1862) (Digitalisate beider Bände im Göttinger Digitalisierungszentrum; Digitalisate von Band 1 und Band 2 im Münchener Digitalisierungszentrum)
- Paul ver Eecke, Léonard de Pise, Le livre des nombres carrées. Traduit pour la première fois du latin médiéval en français, avec une introduction et des notes. Brügge: Desclée, De Brouwer, 1952
- Gino Arrighi, La pratica di geometria volgarizzata da Cristofano di Gherardo di Dino, cittadino pisano, dal codice 2186 della Biblioteca Riccardiana di Firenze. Pisa: Domus Galilaeana, 1966 (= Testimonianze di storia della scienza, 3)
- Lucia Salomone, È chasi della terza parte del XV capitolo del Liber Abaci nella trascelta a cura di maestro Benedetto: secondo la lezione del codice L.IV.21 (sec. XV) dell Biblioteca Comunale di Siena. Siena: Servizio Editoriale dell'Università, 1984 (= Quaderni del Centro Studi della Matematica Medioevale, 10)
- Laurence E. Sigler, Leonardo Pisano Fibonacci, The book of squares: an annotated translation into modern English, Boston/London: Academic Press, 1987, ISBN 0-12-643130-2
- Jean-Pierre Levet, Léonard de Pise, Des chiffres hindous aux racines cubiques: extraits du Liber abaci, introduction, traduction et brefs commentaires mathématiques et philologiques, Poitiers: IREM, 1997 (= Cahiers d’histoire des mathématiques et d’épistémologie)
- Jean-Pierre Levet, Léonard de Pise, Divisions et portions, perles et animaux, Poitiers: IREM, 1997 (= Cahiers d’histoire des mathématiques et d’épistémologie)
- Laurence E. Sigler, Fibonacci's Liber Abaci. A Translation into Modern English of Leonardo Pisano's Book of Calculation, New York: Springer, 2002, ISBN 0-387-95419-8, dazu kritisch Heinz Lüneburg, Rezension (Memento vom 21. März 2009 im Internet Archive)
- Barnabas Hughes, Fibonacci's De Practica Geometrie, New York: Springer, 2008, ISBN 978-0-387-72930-5 (engl. Übersetzung mit Kommentar, ohne Wiedergabe des lateinischen Textes)